# Joan Rebull Torroja
Pour les articles homonymes, voir Torroja.
Joan Rebull Torroja, né à Reus, dans le Baix Camp, en 1899 et mort en 1981 à Barcelone,  est un sculpteur catalan, considéré comme un des plus importants du XXe siècle en Catalogne. 

## Biographie

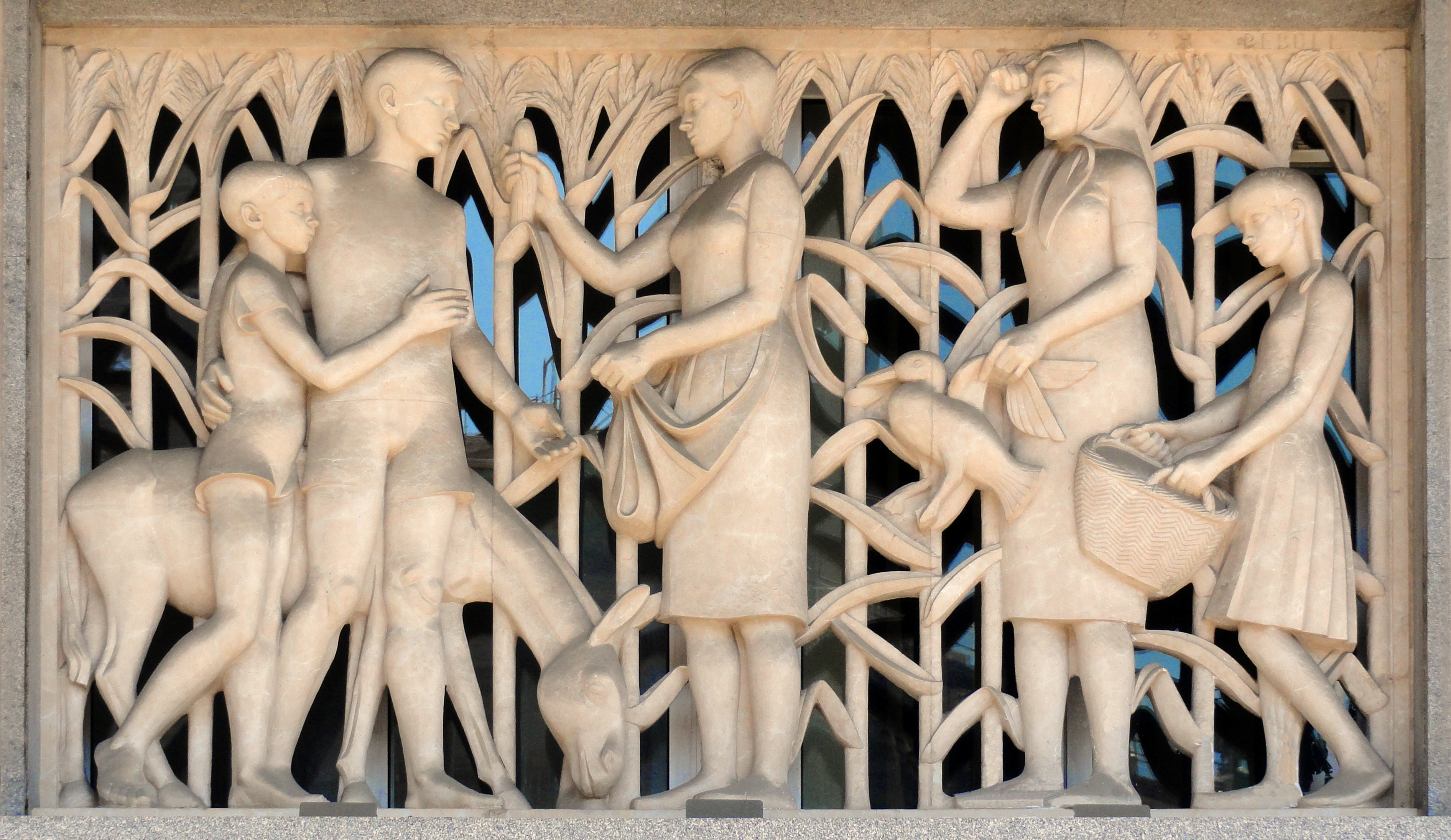
Joan Rebull, Passeig de Sant Joan 102, Barcelona

Il est né en 1899 dans la ville de Reus, actuelle capitale de la comarque du Baix Camp. Il s'initie au monde de la sculpture dans sa ville natale, où il travaille aux côtés de Pau Figueras. En 1915, il s'installe à Barcelone pour étudier à l'Escola de la Llotja et il travaille dans l'atelier de Bechini. Avec d'autres artistes comme Josep Viladomat, Apel·les Fenosa ou Josep Granyer, il fonde, en 1917, le groupe connu sous le nom d'Els Evolucionistes, qui prétend donner une réplique au noucentisme catalan. Entre 1926 et 1929, il réside à Paris, où il fait la connaissance de Pablo Picasso. 
Député du mouvement Estat Català au Parlement de Catalogne, il choisit l'exil à la fin de la guerre d'Espagne.
Il est l'un des fondateurs du Casal de Catalunya de Paris, créé le 9 juillet 1945.
De retour en Catalogne à la fin de 1949, il réalise divers monuments catalans, l'Abbaye de Montserrat et le Palau de la Música Catalana. 
Il meurt à Barcelone en 1981 et son corps est plus tard transporté à Reus, où il est enterré. Cette même année, il reçoit la Médaille d'Or de la Généralité de Catalogne.

## Œuvres

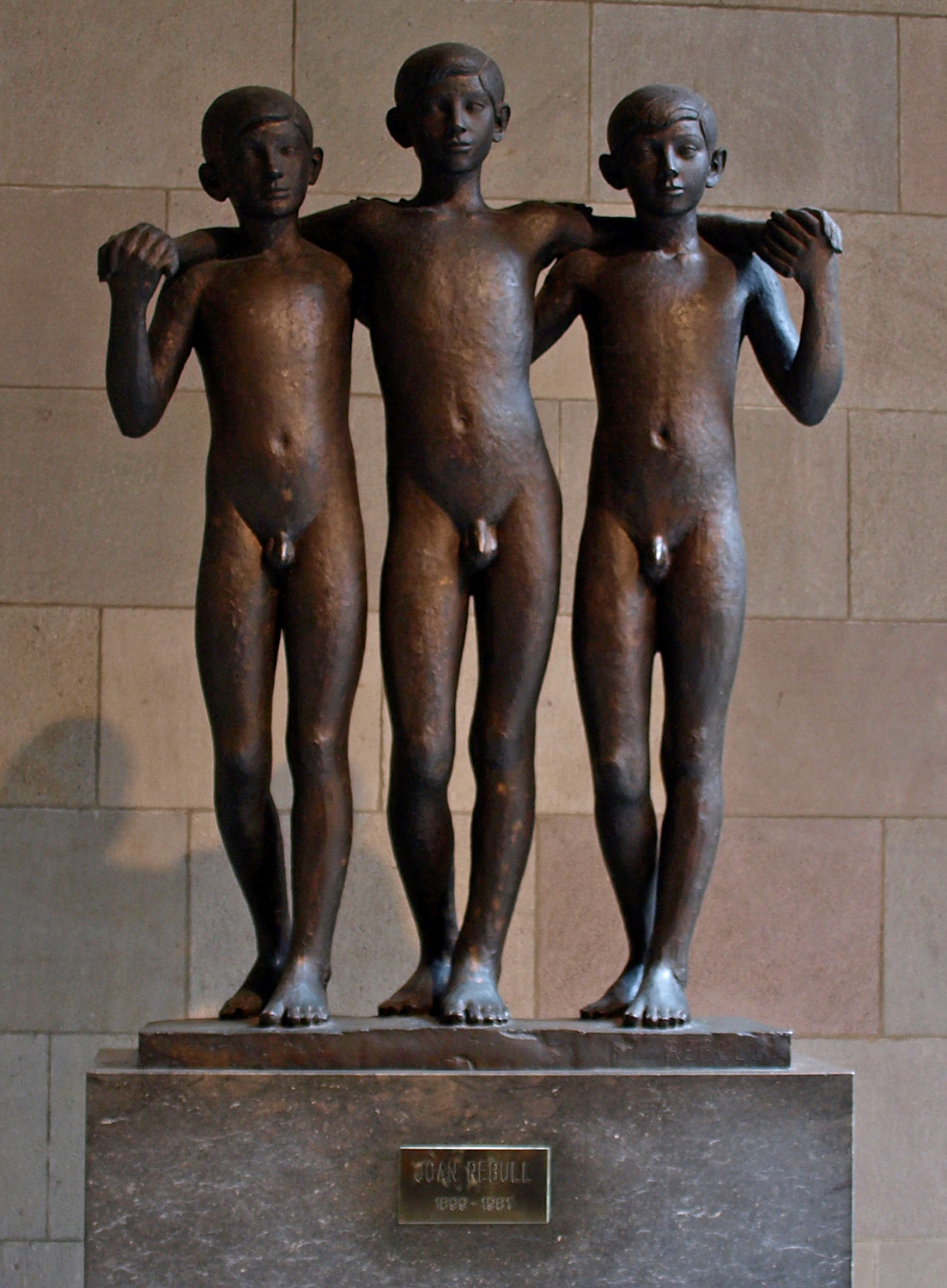
Els tres gitanets

Quelques-unes de ses œuvres sont exposées au Musée national d'art de Catalogne (MNAC) et au Musée Reina Sofía de Madrid. 
Parmi les œuvres de l'artiste, il faut citer: 
- Sant Joaquim i Santa Anna (au sanctuaire de la Miséricorde) de 1949;
- Ecce Homo (procession de Semaine Sainte de la confrérie de Sant Just i Pastor) le 1950;
- La Pastoreta (sur la place Pastoreta ou Isabel Basora) de 1951;
- le groupe de la Negació de Sant Pere (confrérie de Sant Pere Apòstol) de 1957;
- le bas relief Estela d'Evarist Fàbregas (Cimetière de Reus) de 1960;
- La Collita (à la Caixa Penedès du Passeig Prim) de 1961;
- La Pubilla (Place de la Liberté ou plus exactement à la Place Pintor Fortuny) de 1965;
- l'allégorie au mite de Triptòlem (Place Joan Rebull, proche de la gare) de 1968;
- Els tres gitanets (sur sa propre tombe au cimetière de Reus) de 1976 et à la Casa de la Ciutat de Barcelone (mairie);
- Sant Jordi (au Parc de Sant Jordi) de 1977;
- la Dona Ajaguda (à l'hôtel de ville) de 1981.